# Каппа (буква)
Κ, κ, ϰ (название: ка́ппа, греч. κάππα) — 10-я буква греческого алфавита. В системе греческой алфавитной записи чисел имеет числовое значение 20. Происходит от финикийской буквы 𐤊 — каф. От буквы каппа произошли латинская K и кириллическая К.
Начертания заглавных греческой Κ, латинской K и кириллической К весьма схожи, но в правильно построенных шрифтах обычно все три буквы изображаются заметно по-разному.

## Применение
Буква {\displaystyle \kappa } и {\displaystyle \varkappa }, обычно равноправно с латинской k, применяется для обозначения различных коэффициентов в науке. Устоявшиеся обозначения:
- В дифференциальной геометрии — кривизна кривой.
- В физике — обозначаемый с помощью вариантного написания ϰ коэффициент теплопроводности (также как λ) или температуропроводности (также как a), а также обозначение магнитной восприимчивости среды.
- В химии — буквой ϰ обозначается, например, параметр Дебая (обратная толщина диффузного слоя ДЭС).